# チェシー・レイン
チェシー・レイン（Chasey Lain、1971年12月7日 – ）は、アメリカ合衆国のポルノ女優。

## 来歴

### 生い立ち
ノースカロライナ州ニューポートで生まれ、フロリダ州の大学に通った。ストリッパーとして成功し、それがきっかけでカリフォルニア州（アメリカのポルノ映画の中心地）に移住した。1991年に『Wild at Heart』でポルノ女優としてデビュー。その後ウィキッドとVCAの両スタジオがオファーしてきた。

### ヴィヴィッド時代 (1994年-2002年)
1994年、ヴィヴィッド・エンターテインメントと契約を結ぶ。女優としての8年間の独占契約により彼女は同社の象徴的存在となり、90年代で最も有名なポルノ女優の1人となった。最も知られる作品として『Chasey Loves Rocco』（1996年）、『Chasey Saves the World』（1996年）、レズビアン映画の『Chasin' Pink』などが挙げられる。
2002年、『Chasin' Pink 6』をもってヴィヴッド・ガールズの一員としての活動に終止符を打ち、キャリアを休止する決意を固めた。

### ポルノへの復帰 (2004年-2014年)
2年間の休止期間を経て彼女は明らかに加齢が目立ち、従来のスタイルを変える決意を以って復帰した。こうして彼女はヴィヴィッドに典型的であったストーリー重視のポルノを捨て、よりゴンゾなポルノに出演するようになった。『Chasey's Back』は、この新しいステージの始まりを示している。2005年、『Black in White 2』で初めて異人種間のシーンを演じた。
2007年、彼女は自身の制作会社であるForbidden Cinemaを設立した。

## トリビュート
オルタナティヴ・ロック・バンドのブラッドハウンド・ギャングは、彼女に「The Ballad of Chasey Lain」と題する曲を捧げた。彼女はその曲のビデオに出演する予定だったが、結局出演しなかった。

## 受賞
- 1996年: XRCO賞 Best Group Sex Scene受賞（マリリン・マーティン、ミスティー・レイン、イヴォンヌ、マーク・ウォーリス、マーク・デイビス、ニック・イースト、トニー・テデスキ、T・T・ボーイと） - "New Wave Hookers 4"[12]
- 2003年: AVN殿堂顕彰[13]